# Стрункі сліпуни
Стрункі сліпуни (Leptotyphlopidae) — родина неотруйних змій з надродини Typhlopoidea інфраряду Scolecophidia. Має 2 підродини, 14 родів та 114 видів. Інша назва «вузькороті змії».

## Етимологія
грец. λεπτός — «тонкий, худий», грец. τυφλός — «сліпий». Натякаючи на тонку форму тіла і знижений зір цих змій.

## Опис
Загальна довжина представників цієї родини коливається від 15 до 37 см. Голова невелика. Тулуб червоподібний. Зовні надзвичайно схожі на сліпунів, але відрізняються деякими особливостями внутрішньої будови. На верхній щелепі зуби у них відсутні, проте на нижній є 2 рядки дрібних, але міцних зубів. Тонкий циліндричний тулуб вкрито округлою лускою у 14 поздовжніх рядків. Очі приховані під очними щитками. 
Забарвлення чорне, коричневе, мармурове, червонувато-буре, сріблясто—рожеве, зазвичай однотонне.

## Спосіб життя
Полюбляють лісисту місцину. Ховаються під камінням, у ґрунті, а також на поверхні землі в траві, термітниках. Активні вночі. Живляться комахами.
Це яйцекладні змії. Самиці відкладають від 2 до 6 яєць.

## Розповсюдження
Мешкають в Африці, Південно-Західній Азії, Південній та Центральній Америці.

## Підродини
- Epictinae Hedges, Adalsteinsson & Branch, 2009
  - Epictia Gray, 1845
  - Mitophis Hedges, Adalsteinsson & Branch, 2009
  - Rena Baird & Girard, 1853
  - Rhinoleptus Orejas-Miranda, Roux-Estève & Guibé, 1970
  - Siagonodon Peters, 1881
  - Tetracheilostoma Jan, 1861
  - Tricheilostoma Jan, 1860
  - Trilepida Hedges, 2011
- Leptotyphlopinae Stejneger, 1892
  - Epacrophis Hedges, Adalsteinsson & Branch, 2009
  - Leptotyphlops Fitzinger, 1843
  - Myriopholis Hedges, Adalsteinsson & Branch, 2009
  - Namibiana Hedges, Adalsteinsson & Branch, 2009